# Indicatif régional 867

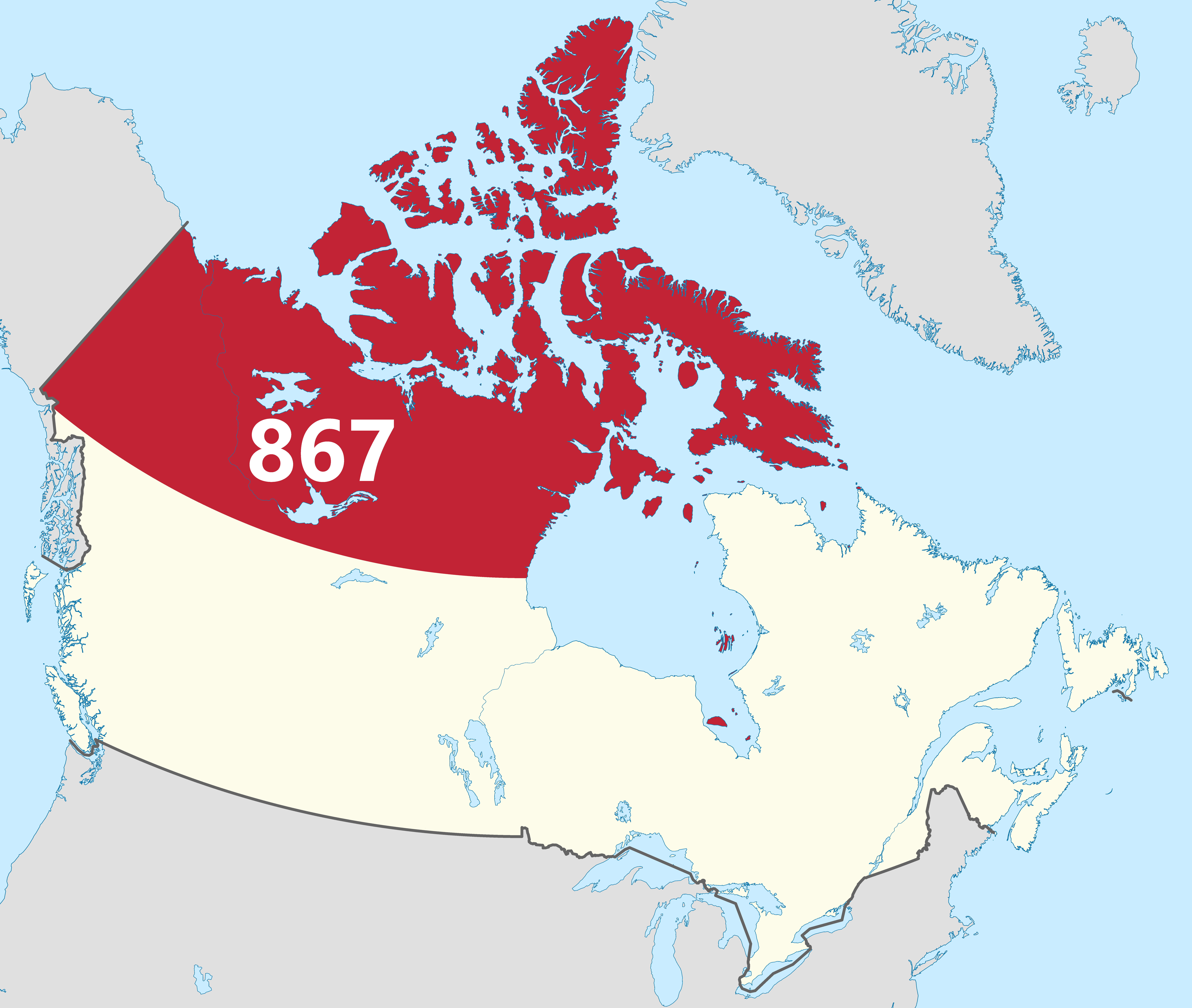
Carte de la zone dont recouvre l'indicatif 867.

L'indicatif régional 867 est un Indicatif régional nord-américain couvrant les Territoires du Nord-Ouest, le Yukon et le Nunavut. Il fait partie du plan de numérotation nord-américain.